# Ũ
Ũ, ũ (U с тильдой) — буква расширенной латиницы, используемая во вьетнамском языке, языках гуарани, умбунду, апалаи, бариба, боко, кикуйю, буса, чапалачи, ачуар-шивиар, га, ранее также использовавшаяся в мирандском языке и мёртвом языке андоа.

## Использование
Во вьетнамском языке обозначает огублённый гласный заднего ряда верхнего подъёма с тоном ngã ([u˧˥ˀ]).
В языке кикуйю обозначает звук [o]. 
В языках гуарани, умбунду, апалаи, бариба, боко, буса, чапалачи, ачуар-шивиар, га обозначает носовой огублённый гласный заднего ряда верхнего подъёма ([ũ]); в языке андоа обозначала тот же звук. Ранее использовалась в мирандском языке для обозначения того же звука в позиции перед другим гласным (например, ũа — неопределённый артикль женского рода; algũa — какая-либо). В современном мирандском языке из-за неудобства использования при печати буквы ũ тильда не используется (ua, algua).